# رومنة كورية منقحة
الرومنة الكورية المنقحة (بالكورية: 국어의 로마자 표기법؛ توضيح. ترميز الحروف الرومانية للغة القومية) هو نظام الرومنة الرسمي للغة الكورية في كوريا الجنوبية المعلن بواسطة وزارة الثقافة والرياضة والسياحة، مستبدلًا نظام ماكيون-رايشاور الأقدم. النظام الجديد يزيل علامات التشكيل لصالح الحروف المزودجة (علم الإملاء) وتلتزم على نحو أوثق بعلم الأصوات الكورية عن الترحيل الاستثنائي الإيحائي للصوتيات الكورية لغير الناطقين بها.
الرومنة المنقحة تقيد نفسها فقط بأبجدية الأيزو اللاتينية القياسية (بغض النظر عن التقييد، في كثير من الأحيان تستخدم الواصلة اختياريًا). طُوِّرَت بواسطة الأكاديمية القومية للغة الكورية من 1995 وأُطْلِقَتْ للعامة في 7 من تموز، 2000، بواسطة وزارة الثقافة والسياحة الكورية في الإعلان رقم 8 لسنة 2000. يستشهد الإعلان بالأسباب التالية للنظام الجديد:
- أنها تعزز الرومنة المتسقة بواسطة متحدثي الكورية الأصليين عبر اختزال أفضل لسمات اللغة المهمة.
- أنها تقلل الارتباك الناتج عن الإغفال المتكرر للفواصل العليا وعلامات التشكيل.
- أنها تسوغ للغة الكورية نص أسكي واضح لأسماء نطاقات الشابكة.

## المميزات
السمات البارزة لنظام الرومنة المنقحة كالآتي:
- 어 و으 يكتبان كالحروف المزودجة بحرفيّ العلة (أي: متحركين): eo وeu، على التوالي (نستبدل الـ ŏ وŭ الموجودين بنظام ماكيون-رايشاور).
  - على أي حال، ㅝ يكتب كـwo (وليس weo) وㅢ يكتب كـui (وليس eui).
- على عكس ماكيون-رايشاور، الحروف الساكنة الهائية (ㅋ, ㅌ, ㅍ, ㅊ) لا تملك فاصلة عليا: k, t, p, ch. نظائرهم غير الهائية (ㄱ, ㄷ, ㅂ, ㅈ) يُكتَبون بأحرف تُنطَقُ في الإنگليزية: g, d, b, j. على أي حال، كل الحروف الساكنة التي تُنطَقُ كوقفات/سكتات غير محررة (والذي يعني ببساطة كل الحروف عدا ㄴ, ㄹ, ㅁ, ㅇ التي تكون غير متبوعة بحرف علة/متحرك أو شبه صوت لين) يُكْتَبُونَ k, t, p، بغض النظر عن قيمة أصواتهم الصرفية:

벽 → byeok, 밖 → bak, 부엌 → bueok (لكن: 벽에 → byeoge, 밖에 → bakke, 부엌에 → bueoke)
- ㅅ دائمًا يكتبُ كَـ s قبل الحروف اللينة وشبه الحروف اللينة، ولا يوجد sh.
- ㄹ هو r قبل حرف العلة أو الحرف شبه اللين، وفي أي مكان آخر:

리을 → rieul, 철원 → Cheorwon, 울릉도 → Ulleungdo, 발해 → Balhae.
تماما مثلما في ماكيون-رايشاور:
ㄴ يُكتَبُ l وقتما نُطِقَ كحرف ساكن جانبي بدلًا منه كحرف أنفي صامت: 전라북도 → Jeollabuk-do
وبالإضافة إلى ذلك، فإنها تحتوي على أحكام خاصة للقواعد الصوتية العادية التي تخلق استثناءات في الترجمة (انظر صوتيات الكورية).
القواعد والتوصيات الأخرى تتضمن التالي:
- أي واصلة ربما تزيل اختياريا غموض المقاطع الصوتية:

가을 → ga-eul (وقوع، الخريف) مقابل 개울 → gae-ul (التيار). على أي حال، قليل من المنشورات الرسمية يستفيدون مِن هذا الشرط، لأن حالات الالتباس الحقيقية بين الأسماء نادرة.
- - يجب أن تستخدم الواصلة في النقحرات اللغوية، حيث يدل المقطع الأول ㅇ (إلا في بداية الكلمة):

없었습니다 → eops-eoss-seumnida, 외국어 → oegug-eo, 애오개 → Ae-ogae
- مِن المسموح أن تفصل المقاطع الصوتية بشرطة فاصلة في الاسم المُعطَى، تبعًا للممارسة الشائعة. بعض التغيرات الصوتية، المُشار إليها عادة في سياقات أخرى، تُتَجَاهَلُ في الأسماء، أفضل شيء لإزالة الغموض بين الأسماء:

강홍립 → Gang Hongrip أو Gang Hong-rip، 한복남 → Han Boknam أو Han Bok-nam
- الوحدات الإدارية (مثل do) تُفصَلُ بفاصلة من اسم المكان المناسب: 강원도 → Gangwon-do
  - يمكن أن تُغْفَلَ شروط “مثل 시, 군, 읍”: 평창군 →  Pyeongchang-gun أو Pyeongchang, 평창읍 → Pyeongchang-eup أو Pyeongchang.
- على أي حال، أسماء المعالم الجغرافية والبُنَى الاصطناعية لا تُفْصَلُ بفاصلة: 설악산 → Seoraksan, 해인사 → Haeinsa
- كتابة أو طبع أسماء العلم بحروف كبيرة.

## الاستخدام

### في كوريا
على غرار العديد من اللغات الأوروبية التي تملك تبسيطات خاضعة للنطق (مثل البرتغالية، الألمانية أو السويدية)، الرومنة المنقحة لا يُتَوَقَّعُ أن تكون معتمدة كالرومنة الرسمية لأسماء العائلات الكورية، والقليل من الناس اعتمدوها طوعًا. وفق دراسة بـ2009 بواسطة المعهد القومي للغة الكورية مبنية على 63,351 تطبيقا ل[of Korea passport جوازات سفر كوريا الجنوبية] خلال عام 2007،
لكل من الألقاب الثلاثة الأكثر شيوعا كيم (김)، لي (이)، وبارك (박)، أقل من 2% من المتقدمين طلبوا أن تُرَوْمَنَ ألقاب عائلتهم في جواز سفرهم باستخدام الرومنة المنقحة الخاصة بالهجاء جيمGim، آيI، أو باكBak. الأسماء المُعطاة والأسماء التجارية يُشَجَّعُونَ على التغيير، ولكنه غير مطلوب.
كل الكتب المدرسية الكورية مُطالبةٌ بالتوافق مع النظام الجديد بحلول 28 من شباط، 2002. الصحف الصادرة باللغة الإنجليزية في كوريا الجنوبية قاومت في البداية النظام الجديد، مشيرةً إلى عيوبها، على الرغم من أن الجميع لاحقا قد استسلم لضغط الحكومة. كوريا تايمز كانت آخر صحيفة كبرى صادرة باللغة الإنجليزية تقوم بذلك—وبدلت في أيار 2006 للرومنة المنقحة.
كوريا الشمالية تستمر في استخدام نسخة من نظام رومنة ماكيون-رايشاور، وهي نسخة مختلفة عن التي كانت تستخدمُ رسميًا في كوريا الجنوبية من 1984 إلى 2000.

### خارج كوريا
الكتب الدراسية والقواميس المعدة لطلاب اللغة الكورية تميل إلى إدراج هذه الرومنة. على أي حال، بعض الناشرين قد أقروا بالصعوبات أوالالتباسات التي يمكن أن تسببها لغير المتحدثين الأصليين للكورية، الذين لم يعتادوا الاصطلاحات المستخدمة في الرومنة: تحديدًا، صعوبة ربط النطق المقصود بالنص المُرَوْمَن.

## قواعد النسخ

### حروف العلة (المتحركة)
| هانجل   | ㅏ | ㅐ | ㅑ | ㅒ  | ㅓ | ㅔ | ㅕ  | ㅖ | ㅗ | ㅘ | ㅙ  | ㅚ | ㅛ | ㅜ | ㅝ | ㅞ | ㅟ | ㅠ | ㅡ | ㅢ | ㅣ |
| الرومنة | a  | ae | ya | yae | eo | e  | yeo | ye | o  | wa | wae | oe | yo | u  | wo | we | wi | yu | eu | ui | i  |

### الحروفة الساكنة
| هانجل   | هانجل    | ㄱ | ㄲ | ㄴ | ㄷ | ㄸ | ㄹ | ㅁ | ㅂ | ㅃ | ㅅ | ㅆ | ㅇ | ㅈ | ㅉ | ㅊ | ㅋ | ㅌ | ㅍ | ㅎ |
| الرومنة | المبدأية | g  | kk | n  | d  | tt | r  | m  | b  | pp | s  | ss | –  | j  | jj | ch | k  | t  | p  | h  |
| الرومنة | النهائية | k  | k  | n  | t  | –  | l  | m  | p  | –  | t  | t  | ng | t  | –  | t  | k  | t  | p  | h  |

ㄱ، ㄷ، ㅂ، وㄹ عادةً يُكتَبُونَ كـg، d، b، وr عند الظهور قبل حرف علة، وكـk، t، p، وl عندما يُتبَعُونَ بحرف ساكن آخر أو عند الظهور في نهاية الكلمة.

### أحكام خاصة
الرومنة المنقحة تسجل تغييرات صوتية محددة تحدث مع تركيبات النهاية الساكنة للحرف والبداية الساكنة للحرف التالي، على سبيل المثال Hanguk → Hangug-eo. التغييرات المهمة بارزة:
|                   | البادئة اللاحقة → | ㅇ    | ㄱ  | ㄴ     | ㄷ  | ㄹ     | ㅁ  | ㅂ  | ㅅ  | ㅈ  | ㅊ   | ㅋ  | ㅌ  | ㅍ  | ㅎ        |
| النهاية السابقة ↓ |                   |       | g   | n      | d   | r      | m   | b   | s   | j   | ch   | k   | t   | p   | h         |
| ----------------- | ----------------- | ----- | --- | ------ | --- | ------ | --- | --- | --- | --- | ---- | --- | --- | --- | --------- |
| ㄱ                | k                 | g     | kg  | ngn    | kd  | ngn    | ngm | kb  | ks  | kj  | kch  | k-k | kt  | kp  | kh, k     |
| ㄴ                | n                 | n     | n-g | nn     | nd  | ll, nn | nm  | nb  | ns  | nj  | nch  | nk  | nt  | np  | nh        |
| ㄷ                | t                 | d, j  | tg  | nn     | td  | nn     | nm  | tb  | ts  | tj  | tch  | tk  | t-t | tp  | th, t, ch |
| ㄹ                | l                 | r     | lg  | ll, nn | ld  | ll     | lm  | lb  | ls  | lj  | lch  | lk  | lt  | lp  | lh        |
| ㅁ                | m                 | m     | mg  | mn     | md  | mn     | mm  | mb  | ms  | mj  | mch  | mk  | mt  | mp  | mh        |
| ㅂ                | p                 | b     | pg  | mn     | pd  | mn     | mm  | pb  | ps  | pj  | pch  | pk  | pt  | p-p | ph, p     |
| ㅅ                | t                 | s     | tg  | nn     | td  | nn     | nm  | tb  | ts  | tj  | tch  | tk  | t-t | tp  | th, t     |
| ㅇ                | ng                | ng-   | ngg | ngn    | ngd | ngn    | ngm | ngb | ngs | ngj | ngch | ngk | ngt | ngp | ngh       |
| ㅈ                | t                 | j     | tg  | nn     | td  | nn     | nm  | tb  | ts  | tj  | tch  | tk  | t-t | tp  | th, t, ch |
| ㅊ                | t                 | ch    | tg  | nn     | td  | nn     | nm  | tb  | ts  | tj  | tch  | tk  | t-t | tp  | th, t, ch |
| ㅌ                | t                 | t, ch | tg  | nn     | td  | nn     | nm  | tb  | ts  | tj  | tch  | tk  | t-t | tp  | th, t, ch |
| ㅎ                | t                 | h     | k   | nn     | t   | nn     | nm  | p   | hs  | ch  | tch  | tk  | tt  | tp  | t         |

التغييرات الصوتية بين المقاطع في الأسماء المعطاة لا تكتب:
정석민 → Jeong Seokmin أو Jeong Seok-min ،최빛나 → Choe Bitna أو Choe Bit-na.
تنعكس التغييرات الصوتية حيث ㄱ ،ㄷ ،ㅂ، وㅈ مجاورة لـㅎ:
좋고 → joko، 놓다 → nota، 잡혀 → japhyeo، 낳지 → nachi. على أي حال الأصوات الهائية لا تنعكس في حالة كانت الأسماء ㅎ تتبع ㄱ ،ㄷ، وㅂ: 묵호 → Mukho, 집현전 → Jiphyeonjeon.

## الروابط الخارجية
- رومنة الكورية من المعهد القومي للغة الكورية
- محول الرومنة الكورية بواسطة جامعة بوسان القومية
- البرمجيات عبر الشابكة: محول كلمات اللكسلوجوس' من الهانجل للأبجدية اللاتينية
- وزارة الثقافة تضع خطوطًا توجيهية لرومنة الأسماء الكورية